# Distrito de Toledo
Toledo es uno de los seis distritos en que se divide el territorio de Belice. Toledo es el más sureño de todos los distritos. Limita al norte con los distritos de Cayo y Stann Creek; al poniente, con el departamento guatemalteco de Petén; al oriente, con el mar Caribe y al sur con el departamento guatemalteco de Izabal.
La capital de Toledo es Punta Gorda, pequeña población localizada en la costa del mar Caribe. El distrito de Toledo tiene una superficie de 4.649 km² y una población en 2010 de 30 785 habitantes, siendo el distrito con menor población de Belice.
La segunda mayor ciudad del distrito es Silver Creek.

## Historia
Toledo fue el escenario en que se desarrollaron varias ciudades importantes mayas del Período Clásico de Mesoamérica. Entre ellas hay que citar a Nim Li Punit, Lubaantún y Uxbenká. Al concluir el período clásico de la cultura maya, varias de las ciudades de esa civilización fueron abandonadas en medio de desórdenes, como parece atestiguar el hallazgo de estelas inconclusas en la zona arqueológica de Nim Li Punit. Cuando fueron abandonadas, las poblaciones mayas fueron cubiertas por la espesa selva del sur de Belice, y no se supo mucho más de ellas hasta que a partir del siglo XX se desarrollaron proyectos arqueológicos en la región. Durante los siglos posteriores y antes de la llegada de los españoles, el territorio fue ocupado por el grupo mayense manche ch'ol.
Los españoles ocuparon la región durante los siglos XVI y XVII, combatiendo contra los indígenas que habían presentado gran resistencia. A partir del siglo XVIII, los británicos colonizaron Belice, al que después se conoció con el nombre de Honduras Británica.
Hasta la llegada de los garífunas —grupo mestizo producto de la mezcla de indígenas caribes con esclavos africanos, deportado de las Antillas Menores bajo el control del Reino Unido—, Toledo permaneció prácticamente despoblado, puesto que los ingleses habían deportado a los indios ch'ol al Petén. 
En el siglo XX la inmigración de indígenas guatemaltecos a Toledo —pertenecientes a las etnias kekchí y mopán— fue un factor que contribuyó a que en nuestros días, una significativa parte de la población toledana tenga origen maya.

## Demografía
De acuerdo con los datos del censo de 2010, vivían en el distrito 30 785 habitantes, mientras que en el censo del año 2000, el distrito tenía una población de 24 094 habitantes, lo que representa un crecimiento intercensal del 27,8%.
Actualmente la población de origen hispano representa el 18% de la población de acuerdo al censo del año 2010, lo que hace del español uno de los idiomas más importantes del distrito.

## Transporte
El distrito de Toledo cuenta con la Carretera del Sur recién pavimentada, así como con varios caminos arbustivos hacia las numerosas aldeas rurales del distrito. James Bus Line, con sede en Punta Gorda, proporciona un servicio regular de autobuses, que transporta pasajeros entre los otros distritos, también Punta Gorda Town cuenta con varios vuelos diarios de pasajeros en Tropic Air y Maya Island Air y pequeños servicios de autobuses familiares que transportan pasajeros. hacia y desde los pueblos rurales.

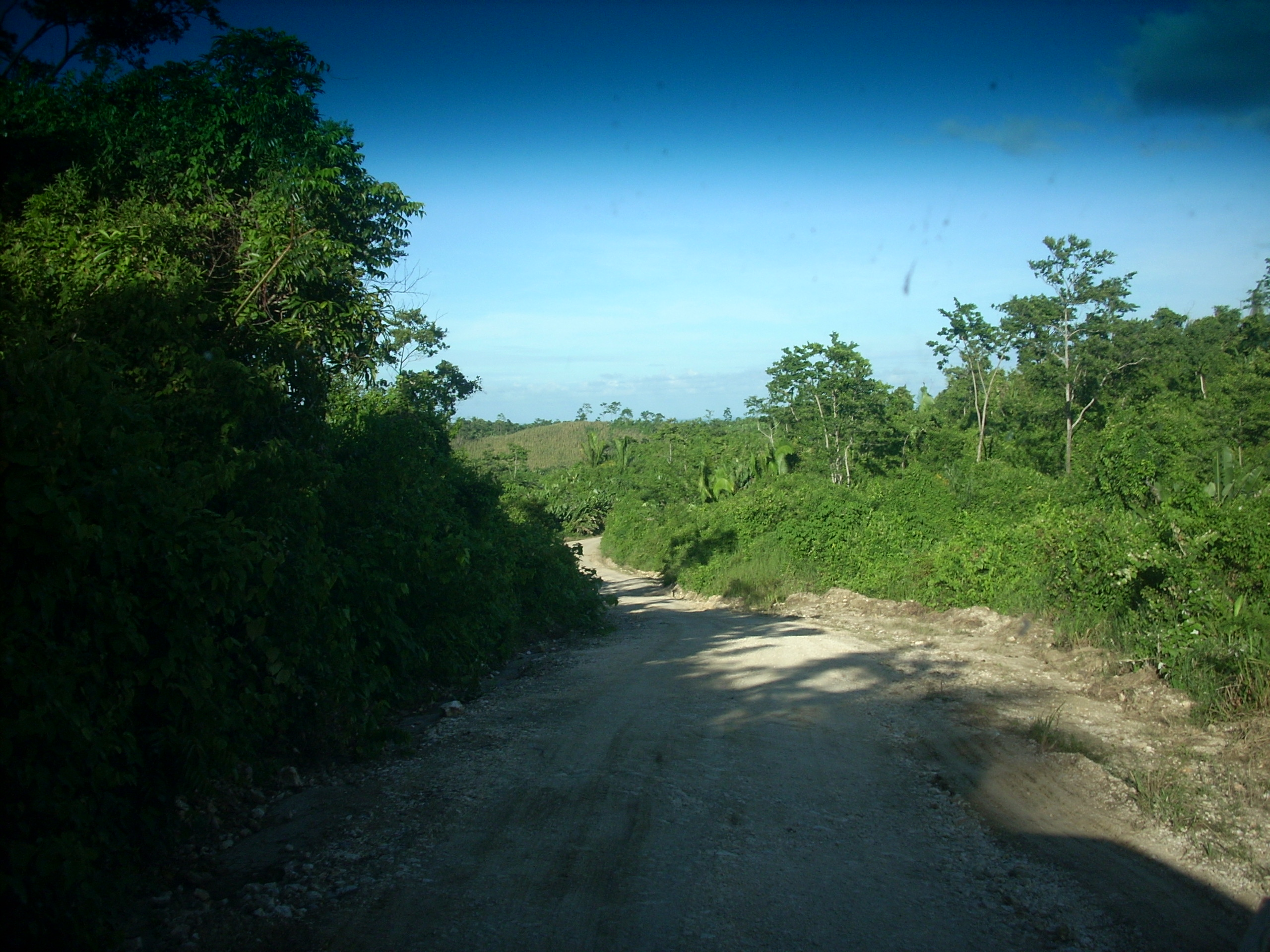
Dump-Jalacte Road looking East just East of Santa Cruz Village